# Michael Shanks
Michael Garrett Shanks (15. december 1970) er en canadisk skuespiller, bedst kendt for sin rolle som Dr. Daniel Jackson i science fiction-serien Stargate SG-1.